# Tetranchyroderma suecicum
Tetranchyroderma suecicum is een buikharige uit de familie Thaumastodermatidae. Het dier komt uit het geslacht Tetranchyroderma. Tetranchyroderma suecicum werd in 1960 voor het eerst wetenschappelijk beschreven door Boaden. 